# Random act of kindness
Random act of kindness, zu deutsch etwa zufällige freundliche Tat, ist ein Begriff aus der Soziologie, der eine spontane Freundlichkeit beschreibt, die darauf abzielt, den Mitmenschen gegenüber Freundlichkeit zu erweisen.
Der Begriff wurde durch Anne Herbert geprägt, die 1982 damit begann und 1993 ihr Buch Random Kindness and Senseless Acts of Beauty veröffentlichte.